# Мирный (Самарская область)
Ми́рный — посёлок городского типа в Красноярском районе Самарской области России. Образует городское поселение Мирный.

## География
Посёлок расположен в 45 км к северу от областного центра — города Самары, в 8 км к западу от районного центра — села Красный Яр. Транспорт — маршрут № 113.

## История
Основан в 1956 году. Возникновение связано с открытием неподалёку месторождения нефти.
Статус посёлка городского типа — с 1959 года.

## Население
| 1959  | 1970  | 1979  | 1989  | 2002  | 2010  |
| ----- | ----- | ----- | ----- | ----- | ----- |
| 1946  | ↗5455 | ↗6130 | ↗7214 | ↗7451 | ↘7343 |
| 2012  | 2013  | 2014  | 2015  | 2016  | 2017  |
| ↗7375 | ↘7294 | ↘7246 | ↘7231 | ↗7248 | ↘7232 |
| 2018  | 2019  | 2020  | 2021  |       |       |
| ↗7288 | ↘7257 | ↘7241 | ↗7246 |       |       |

## Экономика
Ведётся добыча нефти.

## Культура
В посёлке работают общеобразовательная и музыкальная школы.

## Галерея
- Памятник образованию радиотехнической бригады в парке Мирного
- Церковь в Мирном